# Лонг-Лейк (город, Миннесота)
Лонг-Лейк (англ. Long Lake) — город в округе Хеннепин, штат Миннесота, США. На площади 2,4 км² (2,2 км² — суша, 0,3 км² — вода), согласно переписи 2000 года, проживают 1842 человека. Плотность населения составляет 840,6 чел./км².
- Телефонный код города — 952
- Почтовый индекс — 55356
- FIPS-код города — 27-38006[1]
- GNIS-идентификатор — 0647107[2]